# NRG Park

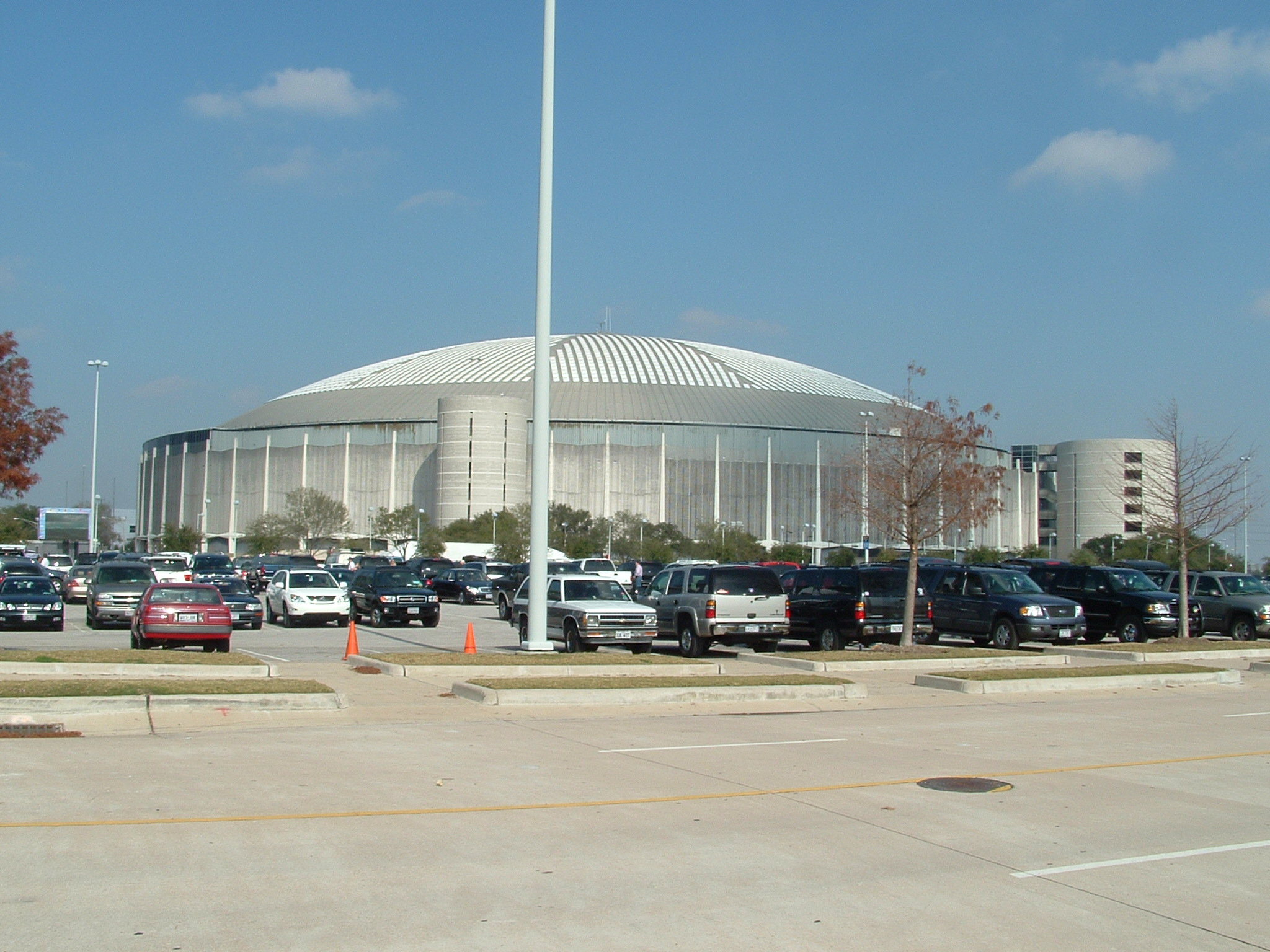
Le NRG Astrodome en 2005.

Le NRG Park (anciennement Reliant Park ou Astrodomain) est un complexe de Houston, Texas nommé d'après la société NRG Energy.
Il est situé sur Kirby Drive près de l'Interstate 610. Cet ensemble de bâtiments comprend 1,4 km² de terres et se compose de cinq infrastructures : Carruth Plaza, NRG Stadium, NRG Center, NRG Arena et NRG Astrodome.